# Banks of the Ohio
«Banks of the Ohio» (рус. На берегах Огайо) — американская песня XIX века неизвестного автора, относящаяся к числу «баллад об убийстве» (англ. murder ballads) и повествующая о гибели девушки, отказывающейся выйти замуж за влюблённого в неё мужчину (по имени Вилли), который и убивает её на берегу Огайо.

## История песни
Первая запись песни «Banks of the Ohio» была сделана 12 августа 1927 года ансамблем Piedmont Log Rollers под управлением Реда Паттерсона (англ. Red Patterson). С тех пор песню исполняли многие музыканты, в их числе: New Lost City Ramblers, Генри Уиттер, Эрнест Стоунман, Клейтон Макмикен, The Carter Family, Blue Sky Boys (версия, записанная ими в 1936 году, вошла в саундтрек фильма «Paper Moon» 1973 года), Джонни Кэш, Портер Вагонер, Пит Сигер, Monroe Brothers, Джоан Баэз, Оливия Ньютон-Джон, Dave Guard and the Whiskeyhill Singers, Док Уотсон и другие.
Международный коммерческий успех имела версия Оливии Ньютон-Джон; сингл, записанный и выпущенный в 1971 году (он был включён в дебютный альбом певицы If Not for You), поднялся до #6 в UK Singles Chart и в течение трёх недель возглавлял австралийские чарты.

## Содержание
В традиционной версии текста главный герой приглашает свою возлюбленную пройтись, чтобы поговорить «о дне свадьбы» (англ. While we walk along we'll talk. Talk about our wedding day). Он умоляет её: «Только скажи, что ты — моя», затем, не дожидаясь ответа, приставляет нож к её горлу и, не внимая мольбам (англ. Oh please, oh please, don't murder me! For I'm unprepared to die you see), убивает её, сбрасывает тело в воду и наблюдает за тем, как оно плывёт по воде (англ. There I plunged her in to drown. And watched her as she floated down). Вилли (таково, по крайней мере, в ранних версиях, имя главного персонажа) возвращается домой («между полуночью и часом») и только здесь ощущает первый приступ раскаяния. На следующий день к нему является шериф и предлагает совершить прогулку — вновь к берегам Огайо (англ. He said young man come with me and go. Down to the banks of the Ohio).
В версии песни, известной по исполнению Джонни Кэша, сцена беседы обрисована подробнее: «Я спросил её, выйдет ли она за меня, станет ли навсегда моей женой. Она лишь отвернулась, не произнесла ни слова» (I asked her if she’d marry me. And my wife forever be. She only turned her head away. And had no other words to say). Визит шерифа в финале здесь уже не упоминается.
В версии Оливии Ньютон-Джон убийство совершает девушка, в руке которой оказывается нож; мужчина же, прижимаясь всем телом к нетерпеливой невесте, вынужден тщетно молить: «О, любовь моя, не убивай меня, ибо я не готов к переселению в Вечность!» (I held a knife against his breast. As into my arms he pressed. He cried 'my love, don’t you murder me. I’m not prepared for eternity'.)

## Видео
- Banks of the Ohio. — Оливия Ньютон-Джон, 1972 год.